# Poospiza nigrorufa
Poospiza nigrorufa là một loài chim trong họ Thraupidae.